# Race07
Race07 ist ein Rennspiel des schwedischen Entwicklers SimBin Studios, welches eine offizielle FIA-Lizenz für die WTCC-Saison 2006 und die Saison 2007 besitzt. Es ist der Nachfolger von Race – The WTCC Game.

## Spielprinzip
Das Fahrverhalten in Race07 ist auf Realismus ausgelegt, ein Schadensmodell ist ebenfalls enthalten. Das Spiel enthält über 300 Fahrzeuge in über zehn Klassen, darunter Tourenwagen, Formel-Fahrzeuge und Sportwagen. Rennen werden auf 32 unterschiedlichen Rennstrecken ausgetragen, mit dynamischen Wetterwechseln. Die Inhalte können durch Fankreationen erweitert werden.

## Entwicklung
Im März 2008 ist eine spezielle Demo-Version des Spiels erschienen, enthalten sind der Vauxhall Vectra der britischen Tourenwagenmeisterschaft BTCC, sowie als Strecke der fiktive Crowne Plaza Raceway. Mittlerweile sind diese speziellen Inhalte auch als Erweiterung für das Hauptspiel verfügbar.
Seit dem Jahr 2008 gibt es zwei Add-ons, die allerdings auch ohne den Besitz von Race07 gespielt werden können und somit auch als eigenständiges Spiel betrachtet werden können. Einerseits GTR Evolution, welches eine fiktive GT-Serie ähnlich der FIA-GT-Meisterschaft sowie die Umsetzung der Nürburgring-Nordschleife ins Spiel integriert. Des Weiteren hat SimBin seit April 2008 als weiteres Add-on die Umsetzung der Saison 2008 der STCC (STCC – The Game) im Angebot. Außerdem ist mit Race Pro eine Version für die Xbox 360 im Handel erhältlich.
Im Oktober 2009 wurde mit Race On ein weiteres Add-on veröffentlicht. Die Erweiterung basiert weiterhin auf Race07 und beinhaltet zusätzlich die WTCC Saison 2008, die Formula Master sowie Muscle-Cars. Race On ist sowohl als Erweiterung zu Race07 oder als eigenständiges Spiel inkl. Race07 und STCC – The Game erhältlich.
Im Jahre 2011 wurden noch vier weitere Erweiterungen, die jeweils neue Fahrzeuge und Strecken enthielten, veröffentlicht:
- GT Power Pack (Pagani Zonda R, BMW M3 GT2 und Matech-Ford GT1 sowie Chayka und Mid Ohio)[4]
- RETRO (Volvo Amazon, Volvo P1800 ES, BMW 2002, Mini Cooper S, Opel Commodore GS 3001, BMW 3.0 CSL, Chevrolet Corvette und Chevrolet Camaro sowie Posen und eine Bergrennstrecke)[5]
- STCC – The Game 2 (Alle Fahrzeuge und Strecken der STCC-Saison 2010)[6]
- WTCC 2010 (Alle Fahrzeuge und Strecken der WTCC-Saison 2010)

Für den Onlinespielmodus gab es 2008 die Möglichkeit die WTCC nachzufahren. Dabei wurden die besten Fahrer zu den Strecken eingeladen, bei welchen sie sich mit den anderen Fahrern messen konnten. Dort sind wieder die besten Fahrer weitergekommen um dann im Finale in Monza (2008) gegeneinander anzutreten. Der Sieger erhielt einen Chevrolet HHR 2LT (2008).
Zusätzlich zu den Erweiterungen von SimBin existieren viele von der Community geschaffene Fahrzeug- und Strecken-Mods, beispielsweise das Porsche 997RSR vs. Ferrari F430-Addon, welches mit den beiden Fahrzeugen GTR Evolution ergänzt.

## Fahrzeuge
- FIA WTCC 2008
  - BMW 320si
  - Chevrolet Lacetti
  - Seat Leon TFSI
  - Seat Leon TDI
  - Lada 2110 2,0
  - Honda Accord EuroR
  - Volvo C30

- STCC 2008
  - Alfa Romeo 156
  - Audi A4
  - BMW 320si
  - BMW 320i
  - BMS Incognito
  - Chevrolet Lacetti
  - Honda Accord EuroR
  - Peugeot 308
  - Seat Leon TFSI
  - Volvo C30
  - Volvo S60

- FIA WTCC 2006
  - Alfa Romeo 156
  - Alfa Romeo 156 GTA
  - BMW 320si
  - BMW 320i
  - Chevrolet Lacetti
  - Honda Accord EuroR
  - Peugeot 407
  - Seat Leon
  - Seat Toledo

- FIA WTCC 2007
  - Alfa Romeo 156
  - BMW 320si
  - BMW 320i
  - Chevrolet Lacetti
  - Honda Accord EuroR
  - Seat Leon

- WTCC 1987
  - Alfa Romeo 75 Turbo
  - BMW M3

- Mini Challenge
  - Mini Cooper S

- Formel 3000
- Formel BMW

- Radical
- Caterham Cars

- Add-on
  - Vauxhall Vectra

## Strecken
- Anderstorp
- Brands Hatch
- Brands Hatch Indy
- Brno
- Curitiba
- Curitiba reverse
- Curitiba oval
- Estoril
- Imola
- Istanbul
- Macao
- Macao reverse
- Magny-Cours
- Magny-Cours National
- Monza
- Monza reverse
- Monza junior
- Oschersleben
- Oschersleben reverse
- Oschersleben B-Course
- Pau
- Porto
- Puebla
- Puebla reverse
- Puebla oval
- Valencia
- Valencia reverse
- Valencia national
- Valencia Long
- Vara Raceway
- Zandvoort
- Zandvoort Club
- Add-on: Crowne Plaza Raceway

## Rezeption
Race07 bekam überwiegend positive Bewertungen.

“RACE 07 is a charming racing game that won't fail to appeal to enthusiasts. You have to applaud the effort that's gone into making the game authentic but also accessible, and at any level, it is always a joy to play.”

„RACE 07 ist ein bezauberndes Rennspiel, das Fans begeistern wird. Man muss den Aufwand loben, der unternommen wurde, um das Spiel authentisch, aber auch zugänglich zu machen, und auf jedem Niveau macht es immer Spaß, es zu spielen.“

“The game will pay for itself many times over for the hardcore sim fan who treats these games as an investment in a sim racing career. But a title like this is not as likely to win over a casual racer, because little was done to cultivate new hardcore sim racing fans here.”

„Für den eingefleischten Sim-Fan, der diese Spiele als Investition in eine Sim-Racing-Karriere betrachtet, wird sich das Spiel um ein Vielfaches amortisieren. Aber ein Titel wie dieser wird einen Gelegenheitsrennfahrer wahrscheinlich nicht überzeugen, da hier wenig getan wurde, um neue Hardcore-Sim-Racing-Fans zu gewinnen.“

“Race 07 is an amazing simulation that pushes the PC to the limits. It’s also pushing the current GTR game engine as well, and it might be time for a major overhaul before we see a sequel.”

„Race 07 ist eine erstaunliche Simulation, die den PC an seine Grenzen bringt. Es treibt auch die aktuelle GTR-Spiel-Engine voran, und es könnte Zeit für eine umfassende Überarbeitung sein, bevor wir eine Fortsetzung sehen.“